# Saint-Agnan-le-Malherbe
Saint-Agnan-le-Malherbe är en kommun i departementet Calvados i regionen Normandie i norra Frankrike. Kommunen ligger i kantonen Villers-Bocage som ligger i arrondissementet Caen. År 2018 hade Saint-Agnan-le-Malherbe 124 invånare.

## Befolkningsutveckling
Antalet invånare i kommunen Saint-Agnan-le-Malherbe
Referens:INSEE